# Gran Premio motociclistico delle Nazioni 1989
Il Gran Premio motociclistico delle Nazioni 1989 fu la quinta gara del motomondiale 1989. Si disputò nel weekend del 12–14 maggio 1989 sul circuito Internazionale Santamonica di Misano Adriatico.
Si è gareggiato in quattro classi con le vittorie di Pierfrancesco Chili su Honda in classe 500, di Sito Pons in classe 250, di Ezio Gianola in classe 125 e di Jorge Martínez in classe 80.

## Classe 500

### Resoconto
La gara è passata alla storia per il rifiuto da parte dei migliori piloti di disputare la seconda parte della gara, interrotta in precedenza per l'arrivo di un violento temporale.
Già prima della partenza c'erano state lamentele da parte di alcuni piloti, che ritenevano eccessivamente pericoloso gareggiare in caso di pista bagnata a causa dell'asfalto che diventava troppo scivoloso in tale condizione. Il via alla gara venne dato con pista asciutta, ma con minacciose nuvole sul tracciato. Pierfrancesco Chili condusse la corsa dopo essere riuscito a superare in partenza il detentore della pole position Kevin Schwantz, entrambi inseguiti da Wayne Rainey e Christian Sarron, ma dopo breve tempo l'arrivo della pioggia spinse Schwantz ad alzare il braccio per chiedere la sospensione della gara.
Il direttore di gara sospese la corsa e i migliori piloti si riunirono e pretesero una sessione di prova sulla pista bagnata, prima di riaprire le ostilità: tale richiesta non fu accolta dagli organizzatori e per tutta risposta la maggioranza dei piloti decise di boicottare la seconda delle manches in cui era stata frazionata la corsa. A tal proposito Eddie Lawson dichiarò che il manto d'asfalto non riusciva a drenare correttamente la pioggia, perciò non vi era modo di gareggiare in tali condizioni.
A differenza dei colleghi, Chili volle continuare la gara che lo aveva visto in testa nella prima frazione e, riuscendo a non cadere nel bel mezzo del diluvio, riuscì a vincere la gara tra il sarcasmo dei piloti ritiratisi.
In risposta a questo sciopero, la Federazione Motociclistica Internazionale multò con 2000 franchi svizzeri tutti i piloti che si sono rifiutati di gareggiare.

### Arrivati al traguardo
Fonti:
| Pos. | Nº | Pilota                       | Squadra                | Motocicletta  | Giri | Tempo     | Griglia | Punti |
| ---- | -- | ---------------------------- | ---------------------- | ------------- | ---- | --------- | ------- | ----- |
| 1º   | 9  | Pierfrancesco Chili          | HB Honda Gallina       | Honda NSR 500 | 33   | 59'21.035 | 3º      | 20    |
| 2º   | 35 | Simon Buckmaster             | Team Katayama          | Honda RS 500  | 33   | +32.271   | 17º     | 17    |
| 3º   | 14 | Michael Rudroff              | HRK Motors             | Honda RS 500  | 33   | +32.599   | 24º     | 15    |
| 4º   | 32 | Marco Gentile                | Marlboro Fior          | Fior C89      | 33   | +1'32.451 | 19º     | 13    |
| 5º   | 39 | Josef Doppler                |                        | Honda RS 500  | 33   | +1'51.120 | 25º     | 11    |
| 6º   | 30 | Alois Meyer                  | RallyeSport            | Honda RS 500  | 32   | +1 giro   | 31º     | 10    |
| 7º   | 45 | Romolo Balbi                 |                        | Honda RS 500  | 32   | +1 giro   | 23º     | 9     |
| 8º   | 37 | Fernando González de Nicolás | Club Motocross Pozuelo | Honda RS 500  | 32   | +1 giro   | 32º     | 8     |
| 9º   | 43 | Andreas Leuthe               | Librenti Corse         | Suzuki RG 500 | 31   | +2 giri   | 28º     | 7     |
| 10º  | 36 | Niggi Schmassman             | FMS                    | Honda RS 500  | 31   | +2 giri   | 29º     | 6     |

### Ritirati
| Nº | Pilota                  | Squadra                          | Motocicletta     | Giri | Griglia |
| -- | ----------------------- | -------------------------------- | ---------------- | ---- | ------- |
| 46 | Stefan Klabacher        |                                  | Honda            | 7    | 30º     |
| 38 | Juan Manuel López Mella |                                  | Honda RS 500     | 6    | 21º     |
| 3  | Wayne Rainey            | Lucky Strike Roberts             | Yamaha YZR 500   | 4    | 4º      |
| 34 | Kevin Schwantz          | Pepsi Suzuki                     | Suzuki RGV Γ 500 | 4    | 1º      |
| 4  | Christian Sarron        | Sonauto Gauloises Blondes Mobil1 | Yamaha YZR 500   | 4    | 5º      |
| 6  | Niall Mackenzie         | Marlboro Yamaha Team Agostini    | Yamaha YZR 500   | 4    | 6º      |
| 12 | Randy Mamola            | Cagiva Corse                     | Cagiva C589      | 4    | 11º     |
| 19 | Freddie Spencer         | Marlboro Yamaha Team Agostini    | Yamaha YZR 500   | 4    | 7º      |
| 1  | Eddie Lawson            | Rothmans Kanemoto Honda          | Honda NSR 500    | 4    | 2º      |
| 27 | Mick Doohan             | Rothmans Honda - HRC             | Honda NSR 500    | 4    | 9º      |
| 8  | Ron Haslam              | Pepsi Suzuki                     | Suzuki RGV Γ 500 | 4    | 8º      |
| 10 | Robert McElnea          | Cabin Racing                     | Honda NSR 500    | 4    | 12º     |
| 26 | Norihiko Fujiwara       | Yamaha - Tech 21                 | Yamaha YZR 500   | 4    | 14º     |
| 7  | Dominique Sarron        | ELF Honda ROC                    | Honda NSR 500    | 4    | 13º     |
| 22 | Vittorio Scatola        |                                  | Suzuki           | 4    | 22º     |
| 31 | Raymond Roche           | Cagiva Corse                     | Cagiva C589      | 4    | 18º     |
| 29 | Massimo Broccoli        | Cagiva Corse                     | Cagiva C589      | 4    | 16º     |
| 24 | Bruno Kneubühler        | Römer Racing Switzerland         | Honda RS 500     | 4    | 20º     |
| 15 | Alessandro Valesi       | Team Iberna                      | Yamaha YZR 500   | 4    | 15º     |
| 16 | Marco Papa              | Greco – Paton                    | Paton V115 500   | 2    | 27º     |
| 41 | Larry Moreno Vacondio   |                                  | Suzuki           | 2    | 33º     |
| 33 | Fred Merkel             | HB Honda Gallina                 | Honda NSR 500    | 0    | 10º     |

### Non partito
| Nº | Pilota        | Motocicletta | Griglia |
| -- | ------------- | ------------ | ------- |
|    | Claude Albert | Suzuki       | 26º     |

## Classe 250

### Arrivati al traguardo
| Pos | Pilota               | Moto    | Tempo     | Punti |
| --- | -------------------- | ------- | --------- | ----- |
| 1   | Sito Pons            | Honda   | 40:34.485 | 20    |
| 2   | Jean-Philippe Ruggia | Yamaha  | +0.137    | 17    |
| 3   | Jacques Cornu        | Honda   | +6.115    | 15    |
| 4   | Carlos Cardús        | Honda   | +7.863    | 13    |
| 5   | Reinhold Roth        | Honda   | +8.269    | 11    |
| 6   | Marcellino Lucchi    | Aprilia | +30.290   | 10    |
| 7   | Ivan Palazzese       | Aprilia | +32.448   | 9     |
| 8   | Renzo Colleoni       | Aprilia | +32.894   | 8     |
| 9   | Martin Wimmer        | Aprilia | +33.785   | 7     |
| 10  | Helmut Bradl         | Honda   | +45.024   | 6     |
| 11  | Masahiro Shimizu     | Honda   |           | 5     |
| 12  | Harald Eckl          | Aprilia |           | 4     |
| 13  | Alberto Rota         | Aprilia |           | 3     |
| 14  | Wilco Zeelenberg     | Honda   |           | 2     |
| 15  | Alex Barros          | Yamaha  |           | 1     |
| 16  | Alberto Puig         | Yamaha  | +1:04.510 |       |
| 17  | Gary Cowan           | Yamaha  |           |       |
| 18  | Maurizio Vitali      | Honda   |           |       |
| 19  | Jochen Schmidt       | Honda   |           |       |
| 20  | Erich Neumair        | Aprilia |           |       |
| 21  | Bernard Haenggeli    | Yamaha  |           |       |
| 22  | Andreas Preining     | Aprilia |           |       |
| 23  | Fabio Barchitta      | Aprilia |           |       |
| 24  | Jean Foray           | Yamaha  |           |       |
| 25  | Jean-François Baldé  | Yamaha  |           |       |

### Ritirati
| Pilota             | Moto    | Motivo ritiro |
| ------------------ | ------- | ------------- |
| Alain Bronec       | Aprilia |               |
| Didier de Radiguès | Aprilia |               |
| Luca Cadalora      | Yamaha  |               |
| Juan Garriga       | Yamaha  |               |
| Daniel Amatriaín   | Honda   |               |
| August Auinger     | Yamaha  |               |
| Urs Jücker         | Yamaha  |               |
| Hans Becker        | Honda   |               |
| Stefano Caracchi   | Honda   |               |
| Bernard Schick     | Yamaha  |               |

### Non partiti
| Pilota         | Costruttore | Griglia |
| -------------- | ----------- | ------- |
| Loris Reggiani | Honda       | 5º      |
| Fausto Ricci   | Aprilia     | 24º     |

### Non qualificati
| Pilota                    | Costruttore |
| ------------------------- | ----------- |
| Adrien Morillas           | Yamaha      |
| Bruno Bonhuil             | Yamaha      |
| Patrick van den Goorbergh | Yamaha      |
| Virginio Ferrari          | Gazzaniga   |
| Luis Lavado               | Yamaha      |

## Classe 125

### Arrivati al traguardo
| Pos | Pilota             | Moto    | Tempo     | Punti |
| --- | ------------------ | ------- | --------- | ----- |
| 1   | Ezio Gianola       | Honda   | 37:28.518 | 20    |
| 2   | Hans Spaan         | Honda   | +0.131    | 17    |
| 3   | Fausto Gresini     | Aprilia | +30.945   | 15    |
| 4   | Kōji Takada        | Honda   | +32.557   | 13    |
| 5   | Julián Miralles    | Derbi   | +33.771   | 11    |
| 6   | Hisashi Unemoto    | Honda   | +35.079   | 10    |
| 7   | Robin Milton       | Honda   | +36.110   | 9     |
| 8   | Adi Stadler        | Honda   | +38.196   | 8     |
| 9   | Bruno Casanova     | Aprilia | +39.159   | 7     |
| 10  | Doriano Romboni    | Honda   | +39.440   | 6     |
| 11  | Luis Miguel Reyes  | Honda   | +39.557   | 5     |
| 12  | Herri Torrontegui  | Honda   | +55.343   | 4     |
| 13  | Domenico Brigaglia | Garelli | +57.950   | 3     |
| 14  | Robin Appleyard    | Honda   | +58.090   | 2     |
| 15  | Lucio Pietroniro   | Honda   | +58.489   | 1     |
| 16  | Stefan Prein       | Honda   |           |       |
| 17  | Gastone Grassetti  | Aprilia |           |       |
| 18  | Johnny Wickström   | Honda   |           |       |
| 19  | Taru Rinne         | Honda   |           |       |
| 20  | Jean-Claude Selini | Honda   |           |       |
| 21  | Mandy Fischer      | Honda   |           |       |
| 22  | Thierry Feuz       | Honda   |           |       |
| 23  | Emilio Cuppini     | Garelli |           |       |
| 24  | Rafael Roses       | Honda   |           |       |
| 25  | Alfred Waibel      | Honda   |           |       |
| 26  | Mike Leitner       | Honda   |           |       |

### Ritirati
| Pilota            | Moto            | Motivo ritiro |
| ----------------- | --------------- | ------------- |
| Àlex Crivillé     | JJ Cobas        |               |
| Jorge Martínez    | Derbi           |               |
| Allan Scott       | Honda           |               |
| Stefan Dörflinger | Aprilia         |               |
| Corrado Catalano  | Gazzaniga-Rotax |               |
| Kris Galatowicz   | Honda           |               |
| Hubert Abold      | Honda           |               |
| Bady Hassaine     | Honda           |               |
| Heinz Lüthi       | Honda           |               |
| Manuel Hernández  | Honda           |               |

### Non qualificati
| Pilota             | Costruttore |
| ------------------ | ----------- |
| Jos van Dongen     | Casal       |
| Serge Julin        | Honda       |
| Gerhard Waibel     | Honda       |
| Othmar Schuler     | Honda       |
| Alex Bedford       | EMC         |
| Pier Paolo Bianchi | Seel        |
| Bogdan Nikolov     | Honda       |

## Classe 80

### Arrivati al traguardo
| Pos | Pilota             | Moto      | Tempo     | Punti |
| --- | ------------------ | --------- | --------- | ----- |
| 1   | Jorge Martínez     | Derbi     | 33:31.930 | 20    |
| 2   | Gabriele Gnani     | Gnani     | +4.262    | 17    |
| 3   | Herri Torrontegui  | Krauser   | +16.989   | 15    |
| 4   | Manuel Herreros    | Derbi     | +17.905   | 13    |
| 5   | Stefan Dörflinger  | Krauser   | +28.436   | 11    |
| 6   | José Saez          | Krauser   | +35.819   | 10    |
| 7   | Giuseppe Ascareggi | BBFT      | +37.800   | 9     |
| 8   | Antonio Sánchez    | JJ Cobas  | +44.426   | 8     |
| 9   | Roberto Sassone    | Unimoto   | +44.606   | 7     |
| 10  | Paolo Priori       | Krauser   | +59.266   | 6     |
| 11  | Jacques Bernard    | Fantic    |           | 5     |
| 12  | Hans Koopman       | Ziegler   |           | 4     |
| 13  | Stefan Kurfiss     | Krauser   |           | 3     |
| 14  | Ralf Waldmann      | Seel      |           | 2     |
| 15  | Jos van Dongen     | Casal     | +1 giro   | 1     |
| 16  | Jaime Mariano      | Casal     |           |       |
| 17  | Janez Pintar       | Eberhardt |           |       |
| 18  | Alojz Pavlič       | Seel      |           |       |
| 19  | Paul Bordes        | RB        |           |       |
| 20  | Stefan Brägger     | Casal     |           |       |
| 21  | Matthias Ehinger   | BMC       |           |       |
| 22  | Heinz Paschen      | Casal     |           |       |
| 23  | Reiner Koster      | Kroko     |           |       |
| 24  | Undine Kummer      | Krauser   |           |       |

### Ritirati
| Pilota             | Moto        | Motivo ritiro |
| ------------------ | ----------- | ------------- |
| Peter Öttl         | Krauser     |               |
| René Dünki         | LCR-Krauser |               |
| Zdravko Matulja    | Casal       |               |
| János Szabó        | Krauser     |               |
| Bert Smit          | Krauser     |               |
| Jörg Seel          | Seel        |               |
| Bogdan Nikolov     | Krauser     |               |
| Javier Arumi       | Krauser     |               |
| Reiner Scheidhauer | Seel        |               |
| Salvatore Milano   | Krauser     |               |
| Thomas Engl        | FRCH        |               |
| Luis Alvaro        | Krauser     |               |

### Non qualificati
| Pilota             | Moto      |
| ------------------ | --------- |
| Hagen Klein        | Ziegler   |
| Massimo Piazza     | Casal     |
| Chris Baert        | Bultaco   |
| Primoz Sovic       | Eberhardt |
| Giuliano Tabanelli | Casal     |